# Villaverde de Medina
Villaverde de Medina es un municipio y localidad española de la provincia de Valladolid, en la comunidad autónoma de Castilla y León. El término municipal tiene una población de 529 habitantes (INE 2024).

## Geografía
El municipio tiene una superficie de 58,20 km².
| Noroeste: Nava del Rey | Norte: Torrecilla del Valle    | Noreste:                           |
| Oeste: Nava del Rey    |                                | Este: Medina del Campo             |
| Suroeste:              | Sur: Nueva Villa de las Torres | Sureste: Nueva Villa de las Torres |

## Historia
El municipio nació al amparo de la unión de tres aldeas, Romaguitardo, Dueñas y Carrioncillo. Una visita por el pueblo nos descubre la iglesia de Nuestra Señora del Castillo, edificio cuya cabecera es renacentista del siglo XVI y el resto del conjunto es barroco del siglo XVIII. Se trata de un edificio ladrillo, al igual que su torre, y su única nave está cubierta por una bóveda de cañón con lunetos. Además de las interesantes pinturas de la sacristía, hay que señalar el retablo del altar mayor, obra de G.Fernández así como otros cuatro retablos interesantes del mismo autor.
Hasta la reforma de la nomenclatura municipal de 1916 el municipio se llamaba simplemente Villaverde. En dicha fecha su nombre fue modificado por el de Villaverde de Medina.

## Demografía
Cuenta con una población de 529 habitantes (INE 2024).
| Gráfica de evolución demográfica de Villaverde de Medina entre 1842 y 2021 |
| |
| Población de derecho según los censos de población del INE Población de hecho según los censos de población del INEEn estos censos se denominaba Villaverde: 1842, 1857, 1860, 1877, 1887, 1897, 1900 y 1910 Entre el censo de 1857 y el anterior, crece el término del municipio porque incorpora a 475002 (Carrión y Dueñas), 475003 (Carrioncillo) y 475017 (Romaquitardo) |

## Patrimonio
- Iglesia de Santa María del Castillo (Villaverde de Medina)

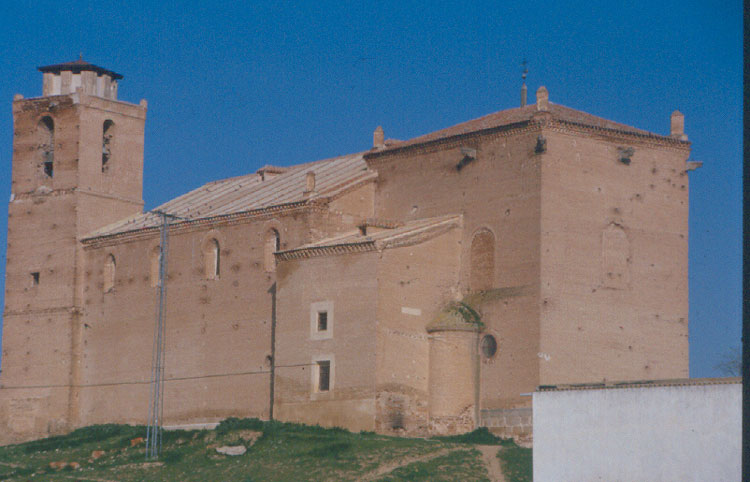
Vista general. Fundación Joaquín Díaz.
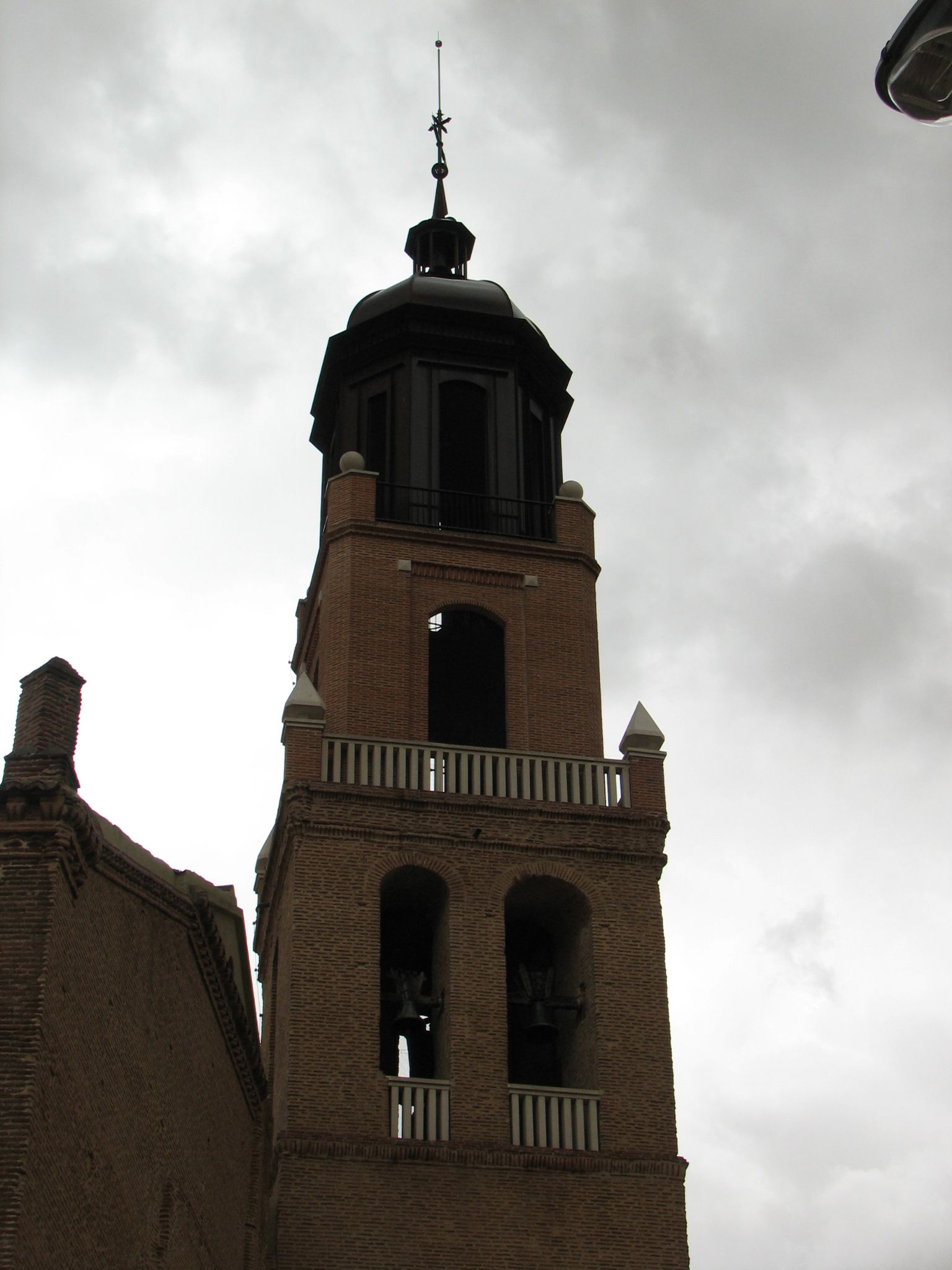
Torre.
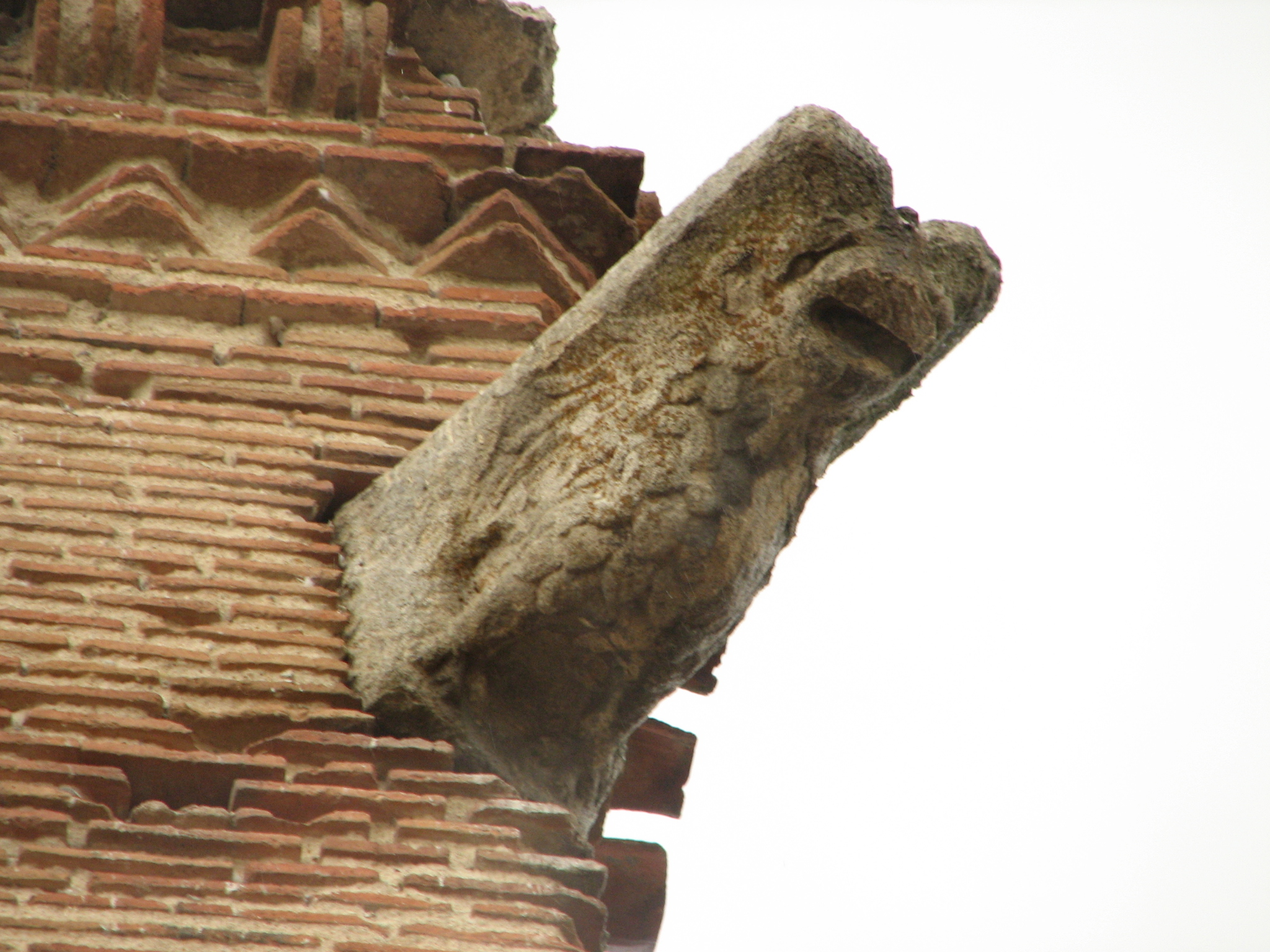
Gárgola.
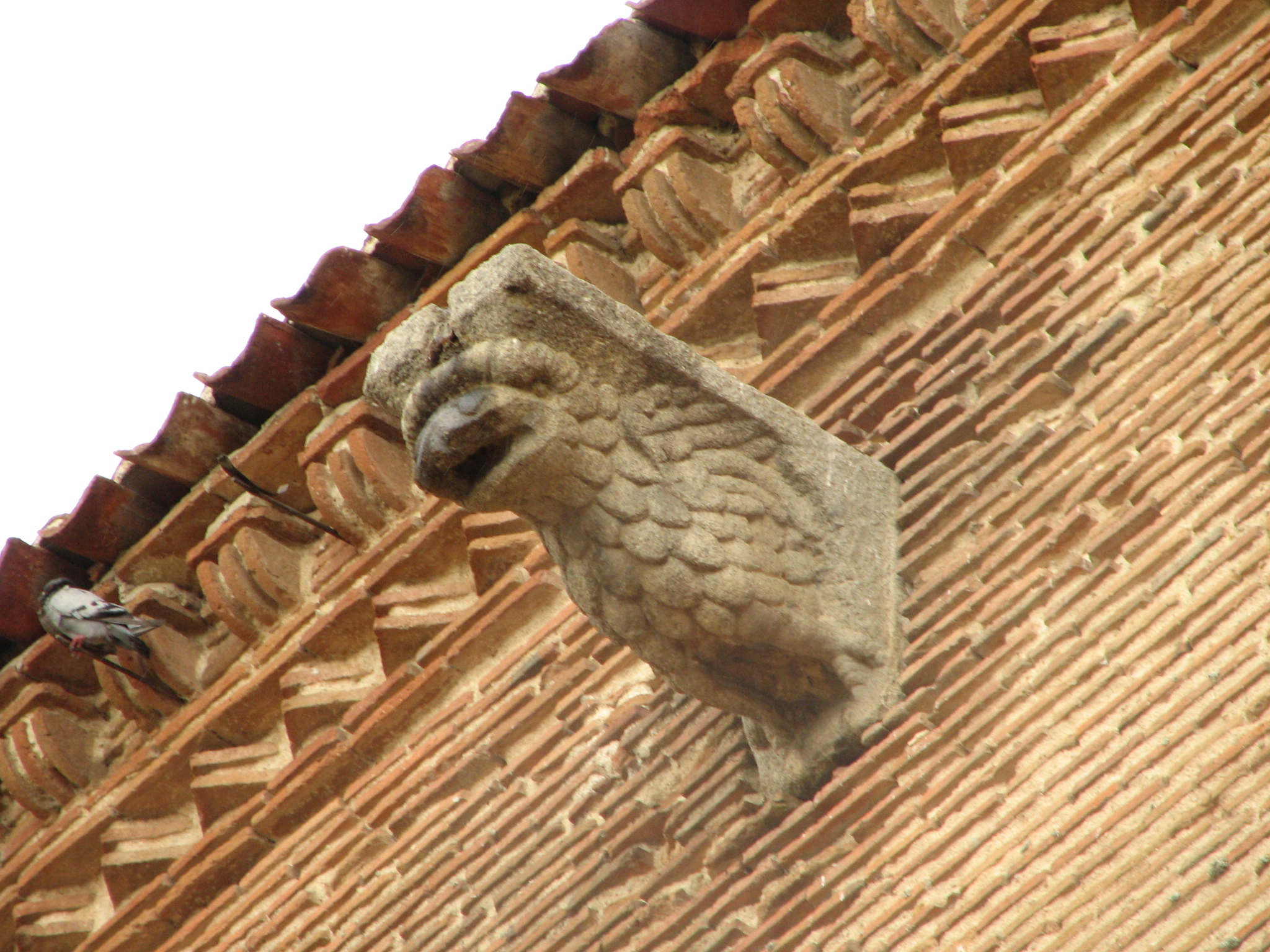
Gárgola.

## Fiestas populares
Sus fiestas más significativas son las de San Gregorio del 8 al 11 de mayo, donde varios grupos de música vienen a cantar al pueblo, y organiza una gran paella para más de mil comensales. Celebran también la Virgen del Carmen el fin de semana más próximo al 16 de julio. Esta festividad, es de carácter más taurino, con las tradicionales verbenas y los encierros.